# Lampona brevipes
Espèce
Synonymes
- Lampona obnubila Simon, 1908
- Lampona paupercula Simon, 1908

Lampona brevipes est une espèce d'araignées aranéomorphes de la famille des Lamponidae.

## Distribution
Cette espèce est endémique d'Australie-Occidentale. Elle se rencontre dans le Sud-Est de l'État.

## Description
Le mâle décrit par Platnick en 2000 mesure 8,3 mm et la femelle 9,0 mm.

## Publication originale
- L. Koch, 1872 : Die Arachniden Australiens. Nuremberg, vol. 1, p. 105-368 (texte intégral).